# Aréthuse bulbeuse
Pour les articles homonymes, voir Aréthuse.
Arethusa bulbosa
Genre
Espèce
L'Aréthuse bulbeuse (Arethusa bulbosa L.) est une espèce de plantes à fleurs de la famille des Orchidaceae et du genre monotypique Arethusa.

## Dénominations
- Dragon’s mouth
- Swamp pink
- Bog rose
- Moss Nymph
- Wild Pink
- Aréthuse bulbeuse

Le nom de l’aréthuse provient du grec Arethusa, une nymphe mythique de rivière.

## Description
Arethusa bulbosa est une orchidée mesurant de 10 à 35 cm de haut. Elle est constituée d’une seule tige et d’une fleur solitaire et odorante. La tige provient d’un tubercule vivace et présente 1 à 3 bractées, près de la base. La plante ne portera qu’une seule feuille de 5-23 cm × 3-12 mm, seulement après la floraison.
La fleur de l’aréthuse possède des pétales et des sépales de couleur rose à magenta. Les 2 pétales supérieurs sont en forme de capuchon et sont situés au-dessus du labelle. Les 3 sépales sont situés au sommet de la fleur. Le labelle, plus large et blanc-rosâtre, est recourbé vers le bas. Il est maculé et strié de pourpre et de jaune, en plus d’être d’aspect velu. L’inflorescence, terminale et érigée, mesure entre 3 et 6 cm et apparaît vers la fin de mai/début de juin jusqu’en juillet. Des plants d’aréthuse peuvent parfois présenter 2 fleurs en même temps. Occasionnellement, on peut voir des fleurs blanches ou bleutées.
À la suite de la pollinisation, un fruit se forme. Le fruit de l’aréthuse est une capsule en forme d’ellipse d’environ 2,5 cm de long.
Les racines sont peu nombreuses, minces et charnues.
L’aréthuse possède {\displaystyle 2n=40} chromosomes.
L’aréthuse ne fleurit pas nécessairement chaque année. Comme les autres membres de la famille des Ochidaceae, elle peut rester en dormance, sous terre. Cette période de dormance amène une fluctuation importante de la floraison de la population d’une année à l’autre.

## Habitat
A. bulbosa pousse dans les marécages de sphaignes, marais de conifères, marais ouverts, prairies humides, acides et sablonneuses. Elle préfère les bords des marais que les régions très humides et inondées. Pogonia ophioglossoides et Calopogon tuberosus sont 2 autres orchidées qui habitent les mêmes endroits que A. bulbosa. L’aréthuse pousse à une altitude entre 0 et 1 100 m.
Cette orchidée habite les tourbières où les minéraux et les éléments nutritifs sont abondants. La superficie des tourbières ne cesse de diminuer. L’habitat de l’aréthuse disparaît et la plante devient de plus en plus rare. Elle est considérée comme espèce « en danger », menacée, vulnérable et très rare au Québec.
En plus de la disparition de son habitat naturel, la pollinisation de l’aréthuse est devenue de plus en plus difficile : les bourdons sont les pollinisateurs naturels des aréthuses et ils sont de plus en plus rares. La reproduction végétative de l’aréthuse est très lente et cette plante ne produit que peu de graines. La diminution des bourdons amène donc une baisse dans la reproduction de l’aréthuse.